# Our Republic
Our Republic è una campagna politica nata per sostenere una repubblica scozzese e chiedere l'abolizione della monarchia. È stata fondata nel 2021.

## Storia
L'organizzazione è stata fondata nel 2021 da attivisti provenienti da diversi partiti politici scozzesi con membri provenienti da Scozia, Inghilterra, Irlanda, Canada, Stati Uniti e Lituania. L'anno seguente è stato rivelato da un sondaggio che il sostegno scozzese alla monarchia era del 45%.

## Attività
Our Republic è una campagna politica il cui scopo è sostenere una repubblica scozzese, chiedendo l'abolizione della monarchia.

### Regno di Elisabetta II
L'organizzazione ha lanciato una petizione per chiedere che i giuramenti politici prestati dai membri del Parlamento scozzese (MSP) vengano eseguiti in nome del popolo scozzese piuttosto che in nome della monarchia, dopo che diversi MSP hanno dichiarato di aver prestato giuramento per protesta. La petizione è stata sostenuta dalla MSP Emma Roddick e dal leader del Partito Verde Scozzese Patrick Harvie.
Our Republic ha espresso solidarietà alle richieste della Giamaica affinché il Regno Unito si scusi per il ruolo storico della monarchia nella tratta degli schiavi e ha appoggiato i piani della Giamaica di abolire la monarchia e diventare una repubblica.
L'organizzazione ha pianificato una manifestazione anti-monarchica in concomitanza con il Giubileo di platino di Elisabetta II il 4 giugno 2022 a Calton Hill, Edimburgo, con il parlamentare Tommy Sheppard che parlava.

### Regno di Carlo III
Prima della dichiarazione di ascesa al trono di Carlo III alla croce di mercato, a Edimburgo l'11 settembre 2022, l'organizzazione ha affermato: "Incoraggiamo coloro che si oppongono a queste proclamazioni a fare chiarezza". I membri hanno espresso la loro opposizione al nuovo re fischiando, voltando le spalle e gridando "nessun consenso", prima di intonare slogan anti-monarchici. La protesta ha fatto notizia a livello mondiale. I manifestanti sono stati brevemente trattenuti dalla polizia scozzese prima di essere rilasciati. Uno di essi è stato di seguito nuovamente arrestato e accusato di "violazione della pace". Our Republic ha sollevato preoccupazioni sulla libertà di parola in risposta alle accuse.